# Pinckard, Alabama
Pinckard là một thị trấn thuộc quận Dale, tiểu bang Alabama, Hoa Kỳ. Dân số năm 2009 là 622 người, mật độ đạt 45 người/km².